# نظرية الشطرنج

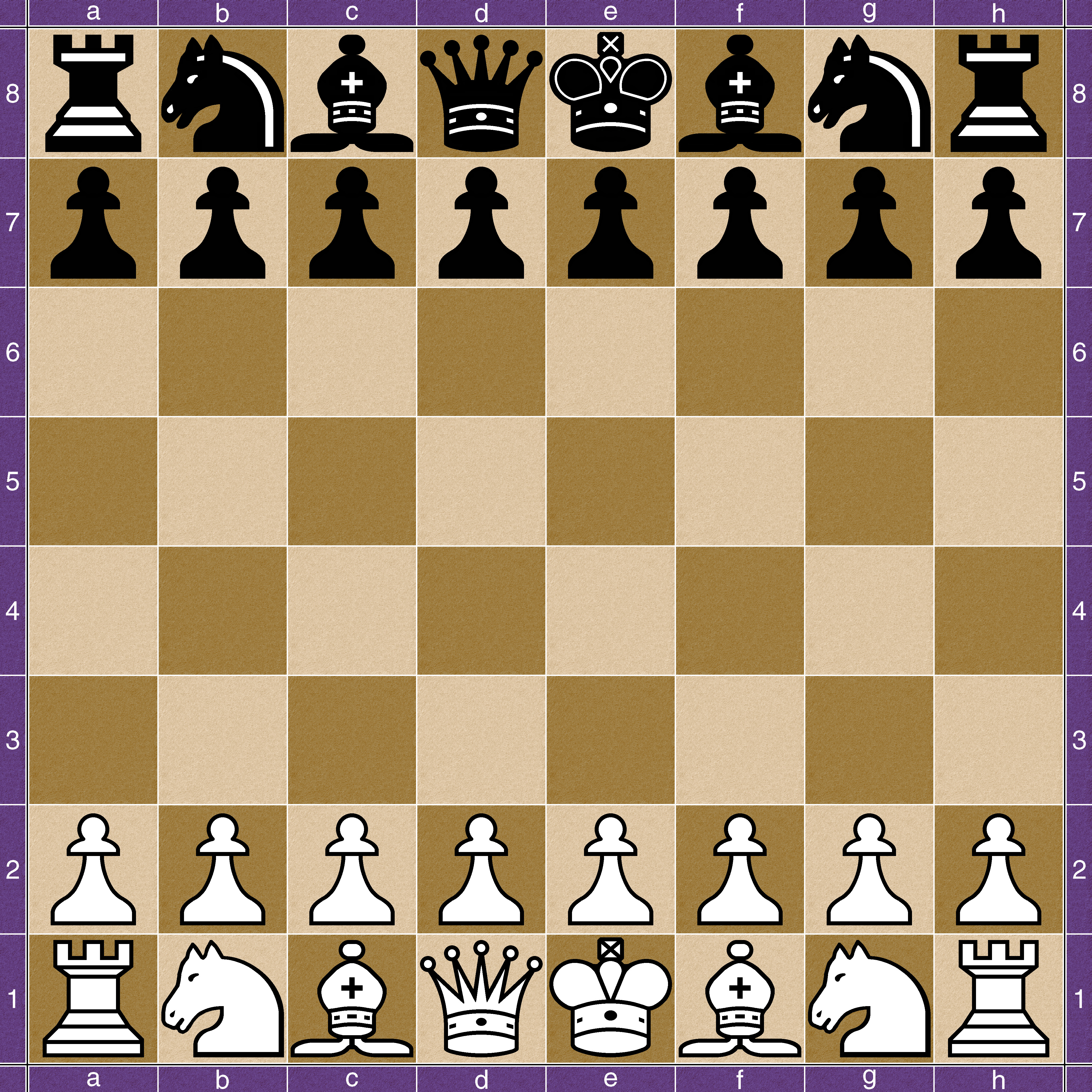
المركز الأولي للشطرنج

نظرية الشطرنج (بالإنجليزية: Chess theory) عادة ما تنقسم لعبة شطرنج إلى ثلاث مراحل: افتتاحية، منتصف اللعب، ونهاية اللعب. هناك مجموعة كبيرة من النظريات المتعلقة بكيفية لعب اللعبة في كل مرحلة من هذه المراحل، وخاصة في البداية والنهاية. أولئك الذين يكتبون عن نظرية الشطرنج، والذين غالبًا ما يكونون أيضًا لاعبين بارزين، يشار إليهم باسم «المنظرين» .
تشير «نظرية الإفتتاح» بشكل عام إلى الإجماع، وتمثله على نطاق واسع الأدبيات الحالية حول الافتتاحيات. تتكون «نظرية نهاية اللعبة» من عبارات تتعلق بمواقف محددة، أو مواقف من نفس النوع، على الرغم من وجود القليل من المبادئ القابلة للتطبيق عالميًا. غالبًا ما تشير «نظرية اللعبة الوسطى» إلى المبادئ أو المبادئ المنطبقة على منتصف اللعبة. ومع ذلك، فإن الاتجاه الحديث هو إعطاء أهمية قصوى لتحليل الموقف المحدد في متناول اليد بدلاً من المبادئ العامة.

ساعد تطوير النظرية في كل هذه المجالات من خلال الأدبيات الكثيرة حول اللعبة. في عام 1913، كتب مؤرخ الشطرنج البارز هارولد موراي في كتابه الرائع المؤلف من 900 صفحة «تاريخ الشطرنج» أن «اللعبة تمتلك أدبًا ربما يفوق محتوياته جميع الألعاب الأخرى مجتمعة.» وقدر أنه في ذلك الوقت ربما تجاوز «العدد الإجمالي للكتب عن الشطرنج ومجلات الشطرنج والصحف التي تخصص مساحة للعبة بانتظام 5000 كتب». في عام 1949، قدر بي إتش وود أن العدد قد ارتفع إلى حوالي 20.000. كتب ديفيد فنسنت هوبر وكينيث وايلد في عام 1992 أنه "منذ ذلك الحين كانت هناك زيادة مطردة سنة بعد أخرى في عدد منشورات الشطرنج الجديدة. لا أحد يعرف عدد المطبوعات التي تمت طباعتها" أكبر مكتبة شطرنج في العالم، تحتوي مجموعة John G. White في مكتبة كليفلاند العامة، على أكثر من 32000 كتاب ومسلسل للشطرنج، بما في ذلك أكثر من 6000 مجلد من دوريات الشطرنج. يستفيد لاعبو الشطرنج اليوم أيضًا من مصادر المعلومات المستندة إلى الكمبيوتر.